# Thalheimer (Mineralwasser)
Thalheimer Heilwasser ist ein Mineralwasser, das von der zu Red Bull gehörenden Thalheimer Heilwasser GmbH vertrieben wird. Sie gilt als älteste Heilwasserquelle der Steiermark.

## Geschichte
Die Schlossquelle in Thalheim bei Pöls-Oberkurzheim gilt als ältester Gesundbrunnen der Steiermark. Anfang des 20. Jahrhunderts wurde das Heilwasser der Schlossquelle unter dem Namen Thalheimer Sauerbrunn erstmals vertrieben. Nach einer umfassenden Renovierung 2018 wird das Heilwasser seit 2019 unter dem Namen Thalheim weltweit vertrieben. Darüber hinaus werden auch Limonaden und Biere hergestellt.

## Zusammensetzung
Das Mineralwasser gibt es prickelnd und still. Es ist reich an  Mineralstoffen wie Calcium, Magnesium, Natrium, Sulfat, Chlorid, Hydrogencarbonat und Lithium.

## Produkte
Neben dem stillen und prickelnden Mineralwasser vertreibt Thalheim auch Limonaden und Biere.